# Górskie Szosowe Mistrzostwa Polski 2017
Górskie Szosowe Mistrzostwa Polski 2017 – zawody w kolarstwie szosowym mające wyłonić najlepszych zawodników i zawodniczki w Polsce w rywalizacji na odcinkach górskich.
Baza zawodów mieściła się w Wysowej-Zdroju, a rywalizacja toczyła się na liczącej 25 kilometrów pętli rozpoczynającej się i kończącej się w Uściu Gorlickim, a biegnącej przez Klimkówkę, Łosie, Bielankę, Leszczyny i Kunkowę – po zakończeniu ostatniej pętli zawodnicy pokonywali dodatkowo kolejne 25 kilometrów do mety w Wysowej-Zdrój, przejeżdżając trasę przez Czarną, Śnietnicę, Stawiszę i Hańczowę. W rywalizacji elity mężczyźni pętlę tę pokonywali pięć razy (dystans całego wyścigu wyniósł 150 kilometrów), a kobiety trzykrotnie (100 kilometrów). Zmagania elity mężczyzn odbyły się 26 sierpnia, a kobiet dzień później.
Oprócz zmagań elity przeprowadzono również rywalizację w niższych kategoriach wiekowych.

## Medaliści
| Górskie Szosowe Mistrzostwa Polski 2017 | Górskie Szosowe Mistrzostwa Polski 2017 | Górskie Szosowe Mistrzostwa Polski 2017 | Górskie Szosowe Mistrzostwa Polski 2017 | Górskie Szosowe Mistrzostwa Polski 2017 | Górskie Szosowe Mistrzostwa Polski 2017        | Górskie Szosowe Mistrzostwa Polski 2017 |
| Data                                    | Państwo                                 | Wyścig                                  | Zwycięzca                               | Drugie miejsce                          | Trzecie miejsce                                |                                         |
| --------------------------------------- | --------------------------------------- | --------------------------------------- | --------------------------------------- | --------------------------------------- | ---------------------------------------------- | --------------------------------------- |
| 26 sie                                  | Polska                                  | Górskie szosowe mistrzostwa Polski      | Mateusz Taciak (CCC Sprandi Polkowice)  | Adam Stachowiak (Voster Uniwheels Team) | Emanuel Piaskowy (Team Hurom)                  |                                         |
| 27 sie                                  | Polska                                  | Górskie szosowe mistrzostwa Polski      | Aurela Nerlo (Mat Atom Deweloper)       | Marta Lach (Mat Atom Deweloper)         | Nikol Płosaj (UKS Mróz Colnago Jedynka Kórnik) |                                         |

## Konkurencje indywidualne (elita)

### Mężczyźni (26 sierpnia)
| Uście Gorlickie - Wysowa-Zdrój |  | (150 km) |

W wyścigu elity mężczyzn na starcie stanęło 85 zawodników, spośród czego 30 ukończyło rywalizację. Złoty medal zdobył Mateusz Taciak, srebrny Adam Stachowiak, a brązowy Emanuel Piaskowy.
| \| Klasyfikacja generalna \| Klasyfikacja generalna \| Klasyfikacja generalna \| Klasyfikacja generalna \| Klasyfikacja generalna \| \| Kolarz \| Kolarz \| Państwo \| Drużyna \| Czas \| \| ---------------------- \| ---------------------- \| ---------------------- \| --------------------------- \| ---------------------- \| \| 1. \| Mateusz Taciak \| Polska \| CCC Sprandi Polkowice \| 4h 00' 03" \| \| 2. \| Adam Stachowiak \| Polska \| Voster Uniwheels Team \| + 2" \| \| 3. \| Emanuel Piaskowy \| Polska \| Team Hurom \| + 5" \| \| 4. \| Jacek Morajko \| Polska \| Wibatech 7R Fuji \| + 1' 25" \| \| 5. \| Adrian Brzózka \| Polska \| JBG-2 Professional MTB Team \| + 2' 55" \| \| 6. \| Michał Podlaski \| Polska \| Voster Uniwheels Team \| + 2' 58" \| \| 7. \| Kamil Zieliński \| Polska \| Domin Sport \| + 2' 58" \| \| 8. \| Mariusz Michałek \| Polska \| JBG-2 Professional MTB Team \| + 3' 02" \| \| 9. \| Piotr Konwa \| Polska \| TC Chrobry Saroni Głogów \| + 3' 05" \| \| 10. \| Adam Wójcik \| Polska \| UKS Podwilk \| + 3' 07" \| |                  |         |                             |            |
| |                  |         |                             |            |
| Źródło: Cycling Archives |                  |         |                             |            |
| Klasyfikacja generalna |                  |         |                             |            |
| Kolarz | Kolarz           | Państwo | Drużyna                     | Czas       |
| 1. | Mateusz Taciak   | Polska  | CCC Sprandi Polkowice       | 4h 00' 03" |
| 2. | Adam Stachowiak  | Polska  | Voster Uniwheels Team       | + 2"       |
| 3. | Emanuel Piaskowy | Polska  | Team Hurom                  | + 5"       |
| 4. | Jacek Morajko    | Polska  | Wibatech 7R Fuji            | + 1' 25"   |
| 5. | Adrian Brzózka   | Polska  | JBG-2 Professional MTB Team | + 2' 55"   |
| 6. | Michał Podlaski  | Polska  | Voster Uniwheels Team       | + 2' 58"   |
| 7. | Kamil Zieliński  | Polska  | Domin Sport                 | + 2' 58"   |
| 8. | Mariusz Michałek | Polska  | JBG-2 Professional MTB Team | + 3' 02"   |
| 9. | Piotr Konwa      | Polska  | TC Chrobry Saroni Głogów    | + 3' 05"   |
| 10. | Adam Wójcik      | Polska  | UKS Podwilk                 | + 3' 07"   |

### Kobiety (27 sierpnia)
| Uście Gorlickie - Wysowa-Zdrój |  | (100 km) |

W zmaganiach elity kobiet wystartowały 22 zawodniczki, a 16 dojechało do mety. Mistrzynią Polski została Aurela Nerlo, drugą lokatę zajęła Marta Lach, a trzecia była Nikol Płosaj.
| \| Klasyfikacja generalna \| Klasyfikacja generalna \| Klasyfikacja generalna \| Klasyfikacja generalna \| Klasyfikacja generalna \| \| Kolarz \| Kolarz \| Państwo \| Drużyna \| Czas \| \| ---------------------- \| ------------------------ \| ---------------------- \| ---------------------------------- \| ---------------------- \| \| 1. \| Aurela Nerlo \| Polska \| Mat Atom Deweloper \| 3h 12' 01" \| \| 2. \| Marta Lach \| Polska \| Mat Atom Deweloper \| + 2' 19" \| \| 3. \| Nikol Płosaj \| Polska \| UKS Mróz Colnago Jedynka Kórnik \| + 2' 51" \| \| 4. \| Katarzyna Wilkos \| Polska \| Mat Atom Deweloper \| + 4' 49" \| \| 5. \| Monika Brzeźna \| Polska \| Mat Atom Deweloper \| + 4' 49" \| \| 6. \| Ewelina Szybiak \| Polska \| Mat Atom Deweloper \| + 5' 40" \| \| 7. \| Agnieszka Skalniak-Sójka \| Polska \| Astana Women's Team \| + 5' 42" \| \| 8. \| Karolina Sowa \| Polska \| Krakowski Klub Sportowy 72D \| + 5' 46" \| \| 9. \| Karolina Karasiewicz \| Polska \| TKK Pacific Toruń - Nestlé Fitness \| + 8' 31" \| \| 10. \| Karolina Perekitko \| Polska \| TKK Pacific Toruń - Nestlé Fitness \| + 8' 35" \| |                          |         |                                    |            |
| |                          |         |                                    |            |
| Źródło: Cycling Quotient |                          |         |                                    |            |
| Klasyfikacja generalna |                          |         |                                    |            |
| Kolarz | Kolarz                   | Państwo | Drużyna                            | Czas       |
| 1. | Aurela Nerlo             | Polska  | Mat Atom Deweloper                 | 3h 12' 01" |
| 2. | Marta Lach               | Polska  | Mat Atom Deweloper                 | + 2' 19"   |
| 3. | Nikol Płosaj             | Polska  | UKS Mróz Colnago Jedynka Kórnik    | + 2' 51"   |
| 4. | Katarzyna Wilkos         | Polska  | Mat Atom Deweloper                 | + 4' 49"   |
| 5. | Monika Brzeźna           | Polska  | Mat Atom Deweloper                 | + 4' 49"   |
| 6. | Ewelina Szybiak          | Polska  | Mat Atom Deweloper                 | + 5' 40"   |
| 7. | Agnieszka Skalniak-Sójka | Polska  | Astana Women's Team                | + 5' 42"   |
| 8. | Karolina Sowa            | Polska  | Krakowski Klub Sportowy 72D        | + 5' 46"   |
| 9. | Karolina Karasiewicz     | Polska  | TKK Pacific Toruń - Nestlé Fitness | + 8' 31"   |
| 10. | Karolina Perekitko       | Polska  | TKK Pacific Toruń - Nestlé Fitness | + 8' 35"   |